# Lautsprecher Teufel
Lautsprecher Teufel (Merk: Teufel Audio of Teufel) is een Duitse fabrikant van audioproducten zoals klassieke luidsprekers, koptelefoons, hifi- home cinema systemen en wifi- & portable speakers. 

## Geschiedenis
Lautsprecher Teufel werd in 1979 in Berlijn opgericht door Peter Tschimmel. In de beginfase produceerde het bedrijf zelfbouwkits voor luidsprekers inclusief scheidingsfilters, luidsprekeronderdelen en de behuizing. De eerste producten waren speakersets. Met de M 200 luidspreker en de bijbehorende M 6000 subwoofer bood Teufel de eerste volledig gemonteerde luidsprekers aan. In 1990 veranderde Teufel zijn verkoopmodel van specialist en detailhandel naar directe verkoop via catalogus. 
Toen de dvd in 1995 op de markt kwam, bood Teufel de THEATRE 2 aan, het eerste 5.1- thuistheatersysteem in Europa met een subwoofer, met dwarsliggende centerspeaker en dipool-rearspeakers. In 1997 ging de Teufel webwinkel online.
In 2006 breidde Teufel zijn assortiment uit en betrad het gebied van pc-multimedialuidsprekers. In hetzelfde jaar nam de financiële investeerder Riverside Teufel GmbH over van oprichter Peter Tschimmel. In 2010 nam de financiële investeerder HG Capital het bedrijf over van Riverside. Tegelijkertijd nam Teufel de Berlijnse startup Raumfeld over, die sinds 2008 multiroom streaming-luidsprekers ontwikkelde en verkocht.
De Nederlandse webshop ging online in 2011. Dat ging ook gepaard met het toevoegen van een volledig Nederlands team. In 2014 opende het bedrijf zijn eerste winkel, de Teufel Raumfeld flagshipstore. In de zomer van 2018 nam de Franse private equity-onderneming Naxicap het bedrijf over. Sinds maart 2016 is Sascha Mallah de enige directeur van het bedrijf.

## Locaties en verkoop
Zowel de ontwikkeling, marketing, verkoop, administratie, klantenservice als de flagshipstore bevinden zich in Bikini Berlijn Naast de Teufel flagshipstore in Bikini Berlin en de Teufel-winkel in Kaufhaus des Westens, zijn er verspreid over Duitsland en Oostenrijk ook nog andere Teufel-winkels. Deze vind je in Keulen, Essen, Leipzig en Stuttgart. De store in Oostenrijk vind je in Wenen. 
Daarnaast heeft Teufel ook een Chinese afdeling in Dongguan met een ongeveer 50 medewerkers, die zich bezighouden met het voorraadbeheer en de verkoop.Opslag en logistiek gebeuren in Hamburg.

## Producten

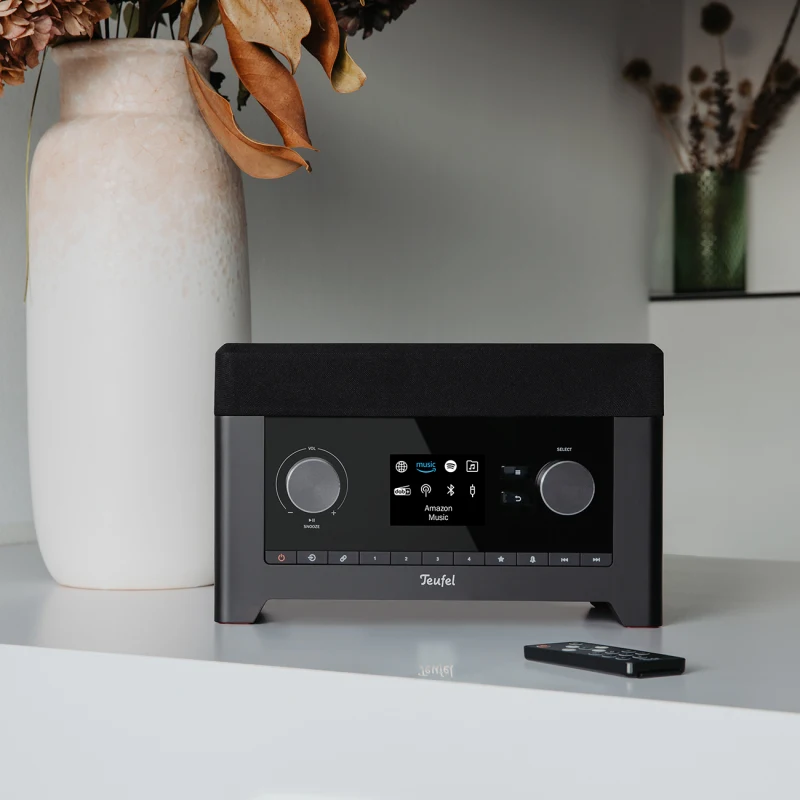
De Teufel RADIO 3SIXTY

Het Teufel assortiment omvat verschillende audio- en hifi-categorieën: actieve en passieve stereoluidsprekers, home cinema-luidsprekers en -systemen, streaming luidsprekers en systemen, soundbars en sounddecks, bluetooth-speakers, koptelefoons, inclusief (draadloze) in-ear koptelefoons, pc- en multimedialuidsprekers en aanvullende producten als av-receivers, platenspelers, beamers, microfoons, Blu-ray players en dj-equipment.
In 2024 lanceerden Teufel en Fender Musical Instruments een gezamenlijke luidsprekerlijn.